# Данія на літніх Олімпійських іграх 2020
Данію на літніх Олімпійських іграх 2020 представляли сто сім спортсменів у шістнадцятьох видах спорту.

## Спортсмени
| Вид спорту                      | Чоловіки | Жінки | Загалом |
| ------------------------------- | -------- | ----- | ------- |
| Стрільба з лука                 | 0        | 1     | 1       |
| Легка атлетика                  | 9        | 8     | 17      |
| Бадмінтон                       | 5        | 4     | 9       |
| Веслування на байдарках і каное | 0        | 4     | 4       |
| Велоспорт                       | 11       | 7     | 18      |
| Кінний спорт                    | 2        | 3     | 5       |
| Гольф                           | 2        | 2     | 4       |
| Гандбол                         | 14       | 0     | 14      |
| Дзюдо                           | 0        | 1     | 1       |
| Академічне веслування           | 2        | 6     | 8       |
| Вітрильний спорт                | 3        | 5     | 8       |
| Стрільба                        | 2        | 2     | 4       |
| Скейтбординг                    | 1        | 0     | 1       |
| Плавання                        | 3        | 8     | 11      |
| Настільний теніс                | 1        | 0     | 1       |
| Боротьба                        | 1        | 0     | 1       |
| Загалом                         | 56       | 51    | 107     |